# Parodia schwebsiana
Parodia schwebsiana là một loài thực vật có hoa trong họ Cactaceae. Loài này được (Werderm.) Backeb. mô tả khoa học đầu tiên năm 1935.